# 卢苏
卢苏是葡萄牙阿威罗区的一个堂区。总面积18.87平方公里，总人口2750人，人口密度145.7人/平方公里。